# (37931) 1998 FG125
1998 FG125 (asteroide 37931) é um asteroide da cintura principal. Possui uma excentricidade de 0.08320440 e uma inclinação de 13.42220º.
Este asteroide foi descoberto no dia 24 de março de 1998 por LINEAR em Socorro.